# 鄭鋼
鄭鋼（？年—？年），或作鄭綱，字南金，福建福州府懷安縣人，匠籍。明朝進士、官员。

## 生平
嘉靖元年（1522年）壬午科福建鄉試舉人，嘉靖五年（1526年）丙戌科第二甲第二十九名進士，授宿州知州，嘉靖十四年（1535年）乙未任嘉兴府知府。

## 家族
祖父郑懿，景泰元年庚午科舉人，官知县。